# Nicolas-François Dupré
Nicolas-François Dupré, né à Paris  le 29 avril 1739, et mort à Versailles le 17 avril 1787, est un sculpteur français.

## Biographie
Nicolas-François Dupré est admis à l’Académie royale de peinture et de sculpture, il est l’élève de Guillaume Coustou et de Jean-Baptiste Pigalle.
En 1773, il est chargé par le comte de  Maurepas, conseiller du roi Louis XVI, de terminer la statue de Ganymède en marbre qui avait été commandée par Louis XV au sculpteur Claude-Clair Francin pour le parc du château de Versailles, à la suite de la mort du sculpteur en mars 1773. Cette œuvre, achevée en 1777, est conservée au Walters Art Museum de Baltimore.
En mars 1773, il est chargé  par  l’architecte Jacques-Germain Soufflot d’exécuter un bas-relief pour le décor de l'église Sainte-Geneviève (actuel Panthéon) à Paris. Ce bas-relief faisait partie d’un groupe de cinq sculptures, en pierre de Saint-Leu ornant le dessous du péristyle : au centre, Sainte Geneviève distribuant du pain aux pauvres de Jacques-Philippe Beauvais ; à gauche, Sainte Geneviève reçoit une médaille des mains de Saint Germain de Nicolas-François Dupré ; à droite, Sainte Geneviève rendant la vue à sa mère de Pierre Julien ; à l’extrême droite, Saint Paul prêchant au milieu des sages de l’aréopage de Louis Boizot ; et à l’extrême gauche, Saint Pierre recevant les clés de Jean-Antoine Houdon. L’ensemble du décor a été détruit en 1792 en relation avec une nouvelle destination du bâtiment.
Nicolas-François Dupré est également l’auteur des statues La Terre et Le Feu qui ornent la façade de l’hôtel de la Monnaie, rue Guénégaud à Paris, les deux autres allégories, L'Eau et L'Air étant de Jean-Jacques Caffieri. 
En 1784, il est victime d’un chute qui lui brisa la cuisse et l’épaule alors qu’il travaillait sur le chantier de l’église Sainte-Geneviève.
L’Académie l’agrée en novembre 1784, mais il ne devint jamais académicien.
Il est mort à Versailles le 17 avril 1787.

### Sources
- Stanislas Lami, Dictionnaire des sculpteurs de l'école française au dix-huitième siècle, Tome 1 (en ligne)
- Société de l'histoire de l'art français, « Nicolas-François Dupré, sculpteur », in Nouvelles archives de l'art français, recueil de documents inédits publiés par la Société de l'histoire de l'art français, Baur et Charavay, 1872-1885 (en ligne)